# Domenico Sceberras
Domenico Sceberras, auch Domenico Xiberras (* 20. Dezember 1671 in Malta; † 25. Juli 1744) war ein Ordensgeistlicher des Malteserordens, Titularbischof und Generalvikar des Bistums Malta.

## Leben
Seine Mutter Maria Sceberras stammte aus der ligurischen Adelsfamilie Ventimiglia. Die Priesterweihe empfing Domenico Sceberras am 5. Februar 1719. Er führte die akademischen Titel eines Doctor iuris utriusque und eines Doctor theologiae. Sceberras wurde Archidiakon der Kathedrale St. Paul, Komtur des Johanniterordens, Apostolischer Protonotar und Uditore des Großmeisters Marc’Antonio Zondadari.
Als Generalvikar begleitete er Bischof Gaspare Gori Mancini nach Rom, wo er von Papst Benedikt XIII. am 1. Oktober 1727 zum Titularbischof von Epiphania in Syria ernannt wurde. Die Bischofsweihe spendete ihm am 19. Oktober desselben Jahres der Papst persönlich; Mitkonsekratoren waren Camillo de Mari, Bischof von Aleria, und Domenico Rossi (Rosso e Colonna), Bischof von Catanzaro.
Nach dem Tod des Bischofs von Malta Davide Cocco Palmieri verwaltete Sceberras als Kapitularvikar die Diözese, bis mit Gori Mancini ein neuer Bischof sein Amt antrat.
Er starb 72-jährig und wurde in der Kirche der Franziskaner St. Mary of Jesus in Valletta beigesetzt.

## Wirken
Domenico Sceberras ließ auf zwei nebeneinanderliegenden Grundstücken in Valletta, die er von seiner Mutter geerbt hatte, den Palazzo Parisio erbauen.